# Inés Oviedo
Inés Oviedo (Bogotá; 23 de enero de 1975) es una actriz de teatro y televisión colombiana.

## Filmografía

### Televisión
| Año       | Título                   | Nombre personaje    |
| --------- | ------------------------ | ------------------- |
| 2011      | Doña Bella               | Sofía de Grimaldi   |
| 2010-2011 | Ojo por ojo              | Milena              |
| 2008-2010 | Oye bonita               | Margarita           |
| 2007-2008 | Pocholo                  | Mariluz             |
| 2006      | Divinas tentaciones      | Diabla              |
| 2003      | La jaula                 | Actuación especial  |
| 2001      | Pedro el escamoso        | Lydia               |
| 2000      | La caponera              | Margarita           |
| 1999-2000 | ¿Por qué diablos?        | Marlenis de Torres  |
| 1998-1999 | Yo amo a Paquita Gallego | María Paola Álvarez |